# 西牛镇 (英德市)
西牛镇，是中华人民共和国广东省清远市英德市下辖的一个乡镇级行政单位。

## 行政区划
西牛镇下辖以下地区：
西牛社区、西联村、鲜水村、高道村、小湾村、花田村、花塘村、赤米村、金竹村、沙坝村、兴塘村、石金村和黎沙村。